# St. Catharines Black Hawks
St. Catharines Black Hawks byl kanadský juniorský klub ledního hokeje, který sídlil v St. Catharines v provincii Ontario. Jednalo se o juniorský tým Chicaga Black Hawks. V letech 1962–1976 působil v juniorské soutěži Ontario Hockey Association (později Ontario Hockey League). Založen byl v roce 1962 po přejmenování týmu St. Catharines Teepees na Black Hawks. Své domácí zápasy odehrával v hale Gatorade Garden City Complex s kapacitou 3 145 diváků.
Nejznámější hráči, kteří prošli týmem, byli např.: Mike Gartner, Fred Stanfield, Ken Hodge, Peter McDuffe, Marcel Dionne nebo Dave Gorman.

## Úspěchy
- Vítěz OHA ( 2× )
  - 1970/71, 1973/74

## Přehled ligové účasti
Zdroj: 
- 1962–1963: Ontario Hockey Association (Divize Provincial Jr. A)
- 1963–1975: Ontario Hockey Association
- 1975–1976: Ontario Hockey Association (Emmsova divize)